# Чемпионат мира по рапиду и блицу 2018
Чемпионат мира по рапиду и блицу 2018 года проходил с 25 по 31 декабря в Санкт-Петербурге.

## Прошлый чемпионат
Турнир 2017 года прошёл в Саудовской Аравии, однако из-за отказа в выдаче виз не принимали участия многие израильские шахматисты.
В соревновании приняли участие 204 мужчины и 124 женщины.

## Правила
Чемпионат проходит по швейцарской системе.
У мужчин соревнование рапид состояло из 15 туров, блиц — 21; у женщин рапид 12 туров, блиц — 17.
Контроль времени в рапиде: 15+10, блиц — 3+2.
Дополнительные показатели при дележе мест:
- Перформанс[англ.]
- Усечённый коэффициент Бухгольца
- Коэффициент Бухгольца

В случае дележа 1-го места участники сыграют дополнительный матч из двух партий в блиц при ничье — армагеддон.
Время начала матчей в игровые дни — 15:00 (московское время, UTC+3), за исключением матчей 30 декабря, начало которых запланировано на 14:00.

## Результаты
Одной из сенсаций чемпионата стала победа украинского шахматиста Адама Тухаева над чемпионом мира Магнусом Карлсеном в рапиде. По ходу партии Карлсен имел преимущество, но просрочил время.

### Рапид
Мужчины
Первое место занял Д. Дубов (Россия), набрав 11 очков; далее — Ш. Мамедьяров (Азербайджан), Х. Накамура (США), В. Артемьев (Россия), М. Карлсен (Норвегия) — по 10,5;
А. Фируджа (Иран), Юй Янъи (Китай), А. Гири (Нидерланды), С. Карякин (Россия), Т. Петросян (Армения), А. Коробов (Украина), М. Матлаков (Россия), Я.-К. Дуда (Польша), Д. Антон (Испания), А. Грищук, Д. Яковенко, П. Понкратов (все — Россия) — по 10;
Женщины
1. Цзюй Вэньцзюнь (Китай) (10);
2. С. Хадемальшарьех (Иран) (9),
3. А. Горячкина (Россия) (9)[2].

### Блиц
Мужчины
1. М. Карлсен[6]
2. Ян-Кшиштоф Дуда
3. Хикару Накамура

Женщины
1. E. Лагно.
2. Сарасадат Хадемальшарьех
3. Лэй Тинцзе